# Résidence Belvédère
La « Résidence Belvédère » est un immeuble à appartements de style moderniste, situé au numéro 453 de l'avenue Louise à Bruxelles.

## Historique
Durant la Seconde Guerre mondiale, l'immeuble a abrité le premier siège de la Gestapo à Bruxelles, jusqu'à l'audacieux mitraillage du bâtiment par Jean de Selys Longchamps, le 20 janvier 1943.